# Ульяновка (Павлодарская область)
Ульяновка (каз. Ульяновка) — упразднённое село в Успенском районе Павлодарской области Казахстана. Входило в состав Надаровского сельского округа. Ликвидировано в 2004 г.

## Население
В 1989 году население села составляло 277 человек. По данным переписи 1999 года в селе проживало 83 человека (41 мужчина и 42 женщины).